# 蚌埠云轨测试线
蚌埠云轨测试线，又称蚌埠云轨试验线为中华人民共和国安徽省蚌埠市的跨座式单轨测试线，计划2021年春节前完工，主要承担测试轨道梁、车辆等性能指标和参数的作用。2021年，该线计划改为云巴。

## 概况
2017年，蚌埠和比亚迪签订协议，计划投资30亿建设云轨，试验线全长13.3公里，根据规划，近期启动1号线和2号线，总长约53.8公里，其中1号线线路总长19.1公里，2号线线路总长34.7公里。

## 历史
2017年3月，专项建设规划编制已初步完成，9月，试验线正式开工。截止2018年11月，试验线测试梁处于架设状态。2020年10月29日，蚌埠云轨测试线施工现场车辆已经抵达。12月，蚌埠和比亚迪签约，此次新签约的新能源动力电池项目全面拉动云轨的发展，同月，蚌埠回复称，蚌埠云轨测试线建成后暂不运营，待全线贯通后运营。同年，蚌埠市政府计划把蚌埠云轨测试线改为云巴。